# Mirosław Rzepkowski
Mirosław Tadeusz Rzepkowski, né le 19 juin 1959 à Wrocław, est un tireur sportif polonais.

## Carrière
Mirosław Rzepkowski participe aux Jeux olympiques d'été de 1996 à Atlanta où il remporte la médaille d'argent dans l'épreuve du skeet.
Durant toute sa carrière, de 1973 à 2000, il a représenté les couleurs du Śląsk Wrocław.